# Ekfänn
Ekfänn är en sjö i Gagnefs kommun i Dalarna och ingår i Dalälvens huvudavrinningsområde. Sjön har en area på 0,398 kvadratkilometer och ligger 250,4 meter över havet.

## Delavrinningsområde
Ekfänn ingår i det delavrinningsområde (671496-143609) som SMHI kallar för Inloppet i Dammsjön. Medelhöjden är 291 meter över havet och ytan är 10,47 kvadratkilometer. Det finns ett avrinningsområde uppströms, och räknas det in blir den ackumulerade arean 24,97 kvadratkilometer. Fänan som avvattnar avrinningsområdet har biflödesordning 3, vilket innebär att vattnet flödar genom totalt 3 vattendrag innan det når havet efter 282 kilometer. Avrinningsområdet består mestadels av skog (74 procent). Avrinningsområdet har 0,85 kvadratkilometer vattenytor vilket ger det en sjöprocent på 8,1 procent.